# 梅田彩香
梅田 彩香（うめだ あやか、1999年9月13日 - ）は、日本の女子バスケットボール選手である。ポジションはパワーフォワード。Wリーグのアイシン ウィングス所属。

## 来歴
大阪府出身。
大阪薫英女学院高校、立命館大学で全国大会を経験。
2021年、アイシン ウィングスにアーリーエントリーを経て加入。